# Conza della Campania
Conza della Campania – miejscowość i gmina we Włoszech, w regionie Kampania, w prowincji Avellino.
Według danych na 1 stycznia 2022 roku gminę zamieszkiwało 1265 osób (614 mężczyzn i 651 kobiet).